# Ruhuha (Sektor)
Ruhuha (Kinyarwanda Umurenge wa Ruhuha) ist einer von 15 Sektoren im Distrikt Bugesera in der Ostprovinz von Ruanda.

## Geographie
Ruhuha hat eine Fläche von 43,2 km² und liegt auf einer Höhe von etwa 1440 m. Der Sektor unterteilt sich in die fünf Zellen Ruhaha, Bihari, Kindama, Gikundamvura und Gatanga. Nachbarsektoren sind im Norden Mareba, im Osten Ngeruka und im Westen Nyarugenge. Im Süden liegt Ruhuha am Cyohoha-See Süd und an der Grenze zum Nachbarland Burundi.

## Bevölkerung
Nach der Volkszählung von 2022 betrug die Einwohnerzahl 30.028 Einwohner. Zehn Jahre zuvor waren es 22.994, was einem jährlichen Bevölkerungszuwachs von 2,7 Prozent zwischen 2012 und 2022 entspricht.

## Verkehr
Mittig durch den Sektor verläuft etwa in Ost-West-Richtung die asphaltierte Nationalstraße 6. Von dieser geht eine District Road nach Norden ab.